# Murrhardt
Murrhardt – miasto w Niemczech, w kraju związkowym Badenia-Wirtembergia, rejencji Stuttgart, regionie Stuttgart, powiecie Rems-Murr. Leży w Lesie Szwabsko-Frankońskim, nad rzeką Murr, ok. 27 km na północny wschód od Waiblingen, przy linii kolejowej Waiblingen–Gaildorf.
Miejscowy pensjonat "Sonne-Post" (pol. "Słoneczna Poczta") - własność małżeństwa Bofingerów - był bazą pobytową reprezentacji Polski podczas piłkarskich Mistrzostw Świata 1974.

## Współpraca międzynarodowa
Miejscowości partnerskie:
- Château-Gontier Francja
- Frome, Wielka Brytania
- Rabka-Zdrój, Polska
- Rötha, Saksonia